# End of You
Gli End of You sono un gruppo musicale finlandese alternative rock, formatosi nel 2003 a Helsinki.

## Storia del gruppo
Nel 2005 la band sigla un contratto con la casa discografica Spinefarm Records per la pubblicazione del primo album.
Il 4 gennaio 2006 esce il primo singolo Walking with No One, arrivando al 17º posto in classifica in Finlandia. L'8 marzo 2006 esce il secondo singolo Upside Down, che anticipa l'album Unreal, pubblicato il 29 marzo 2006. Il primo album raccoglie interessi nel campo del genere gothic metal, per la sua commistione tra elementi di derivanza metal ed elettronica.
A due anni di distanza, il 23 aprile 2008, la band pubblica il secondo album Mimesis, album più sperimentale che raccoglie stili e generi differenti, rivisitato e rimasterizzato nel 2014 con il nome di Mimesis Reloaded, ascoltabile gratuitamente in streaming su YouTube.
L'ultimo album Remains of the Day è uscito il 7 aprile 2010, caratterizzato da un nuovo sound più radio-friendly, uso massiccio di sintetizzatori e influenze electroclash.

## Formazione

### Formazione attuale
- Jami Pietilä - voce (2003 – presente)
- Jani Karppanen - chitarra (2003 – presente)
- Joni Borodavkin - tastiere (2003 – presente)

### Ex componenti
- Timo Lehtinen - basso (2003 – 2009)
- Mika Keijonen - batteria (2004 – 2008)
- Rami Kokko - batteria (2003 – 2004)
- Otto Mäkelä - batteria (2009 – 2010)
- Heikki Sjöblom - batteria (2010 – 2011)
- Marko Borodavkin - basso (2009 – 2017)

## Discografia

### Album
- 2006 - Unreal
- 2008 - Mimesis
- 2010 - Remains of the Day

### Singoli
- 2006 - Walking with No One
- 2006 - Upside Down
- 2008 - You Deserve More
- 2010 - Star Parade
- 2011 - Just Like You
- 2013 - Drift Away
- 2017 - Stay
- 2018 - Soul Eater
- 2018 - Bird on the Wire
- 2019 - Tyhjä maa

### Demo
- 2004 - Walking with No One